# موسى تواتي
موسى تواتي هو موسى بن لخضر بن تواتي من مواليد 3 أكتوبر 1953 ببني سليمان ولاية المدية. ابن شهيد تربى ترعرع يتيما استشهد والده في 1958 و هو لم يصل السن الخامسة وتكون في مراكز أبناء الشهداء منذ 1963 إلى غاية 1971.

## سيرة
إلتحق بالجيش الجزائري و تلقى تكوينا في كل من سوريا وليبيا و عمل في الجمارك.
نشأ في بيئة وطنية نضالية وكرس حياته الجامعية وخبراته الحياتية من أجل النضال في سبيل الوطن و عرف بروحه الوطنية و حبه للجزائر كونه من عائلة ثورية فقد بدأ نضاله في صفوف أبناء الشهداء منذ سنة 1982.
و في 18 فيفري 1989 قام بعقد الندوة التأسيسية حيث تم إعلان هذا اليوم كرمز لليوم الوطني للشهيد. وبعدها قام بتأسيس التنسيقية الوطنية لأبناء الشهداء وترأسها إلى غاية 1998 وهو تاريخ تأسيس الجبهة الوطنية الجزائرية. و هو مرشح سابق للرئاسيات .
خسر الانتخابات الرئاسية عام 2004،
احتل حزبه عام 2007 المرتبة الثالثة في الانتخابات التشريعية متحصلا على 27 مقعدا في المجلس الشعبي الوطني.